# Wolf Parade
I Wolf Parade sono un gruppo musicale di genere indie rock canadese, formatosi nel 2003.

## Storia
Il gruppo nasce quando al membro-collaboratore dei Frog Eyes Spencer Krug viene offerto un ingaggio da Alex Magelas della Grenadine Records per aprire i concerti di Arcade Fire e Melon Galia. Krug in sole tre settimane riuscì a formare una band contattando per primo il chitarrista e cantante Dan Boeckner e successivamente il batterista Arlen Thompson, con i quali riuscì a provare solo un giorno prima del concerto. Durante il tour il trio registrò e autoprodusse il primo EP, dal titolo 4 Song EP.
Un anno dopo al trio di Montréal si unisce il Dj Hadji Bakara, nella line-up come tastierista e "rumorista". L'ingresso del nuovo membro porta alla nascita di un nuovo Ep, sempre autoprodotto, chiamato 6 Song EP.
Nel 2005 si unisce alla band Dante DeCaro, chitarrista con alcune esperienze musicali alle spalle. È proprio nel 2005 che Isaac Brock dei Modest Mouse li nota e li fa mettere sotto contratto con la Sub Pop Records; questo porta alla nascita del loro primo Ep largamente distribuito, Wolf Parade. Pochi mesi dopo, nel settembre 2005, pubblicano il loro debut-album, Apologies to the Queen Mary. L'album, prodotto da Isaac Brock e composto da dodici canzoni, risente dell'influenza di gruppi come Pixies e Arcade Fire (che hanno contribuito alla realizzazione) e rappresenta un esempio di sperimentazione musicale del genere indie, con melodie mai banali, alle volte grezze, ma sempre malinconiche e profondamente introspettive. Il nome dell'album deriva dal fatto che i membri del gruppo volevano chiedere scusa per i guai combinati una sera ad un party (cui erano presenti anche i Flaming Lips), sulla nave da crociera Queen Mary. Il successo dell'album li ha portati ad esibirsi anche oltreoceano, con un tour che ha toccato varie città, passando anche per l'Italia.
A seguito del fortunato Apologies to the Queen Mary i Wolf Parade si sono concessi una pausa per dedicarsi ai loro numerosi progetti paralleli; anche se i Wolf Parade mancano dalle scene, in pratica nessun membro della band è rimasto inattivo. Dopo tre anni e numerose voci (anche di scioglimento, proprio a causa dei loro side project) nel giugno 2008 esce il loro nuovo album, At Mount Zoomer. L'album, prodotto con la massima calma dal batterista Arlen Thompson in collaborazione con gli Arcade Fire, presenta suoni decisamente meno ruvidi, più indie e meno progressive; tuttavia non rinunciano alle loro tipiche melodie, in cui si notano le stesse influenze che portarono alla nascita del primo album.
Il 29 giugno 2010 è uscito il loro terzo album, Expo 86 per l'etichetta Sub Pop, contenente 11 brani. Il 06 ottobre 2017 è uscito il loro quarto album, Cry Cry Cry nuovamente sotto l'etichetta Sub Pop.

## Formazione
- Spencer Krug: voce, chitarra, tastiere (2003-presente)
- Dan Boeckner: voce, chitarra (2003-presente)
- Arlen Thompson: batteria (2003-presente)
- Dante DeCaro: chitarra, basso, percussioni (2005-presente)

## Ex Membri
- Hadji Bakara: tastiere, suoni (2003-2008)

## Discografia

### EP
- 4 Song EP (2003)
- 6 Song EP (2004)
- Wolf Parade (2005)

### Album
- Apologies to the Queen Mary (2005)
- At Mount Zoomer (2008)
- Expo 86 (2010)
- Cry Cry Cry (2017)
- Thin Mind (2020)

## Progetti paralleli
- Spencer Krug: Sunset Rubdown, Frog Eyes, Swan Lake, Fifths of Seven
- Dan Boeckner: Atlas Strategic, Handsome Furs
- Arlen Thompson: Arcade Fire (collaborazione in alcuni brani come "Funeral" e "Wake Up")
- Hadji Bakara: Megasoid
- Dante DeCaro: Hot Hot Heat, Johnny and the Moon